# 贾姆讷格尔县

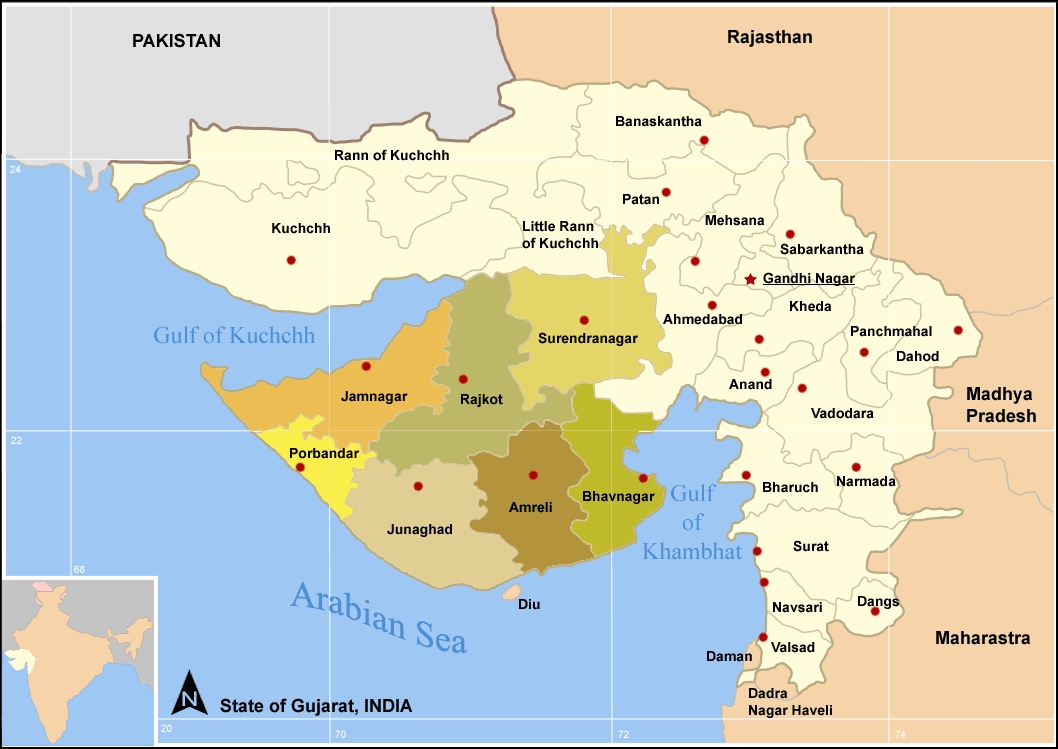
古吉拉特邦索拉什特拉地区

贾姆讷格尔县（Jamnagar district）为印度古吉拉特邦辖县，属于索拉什特拉地区，人口2,160,119人（2011年） ，其中城镇人口43.91%。地理上该县位于卡提阿瓦半岛西北端，东部与拉杰果德县接壤，南部和博尔本达尔县相连，北部和西南部部临喀奇湾。行政中心驻德瓦尔卡。